# José García-Siñeriz y Pardo Moscoso
José García-Siñeriz (Madrid, 11 de maig de 1886 - 28 de gener de 1974) va ser un enginyer de mines i geofísic espanyol, procurador a Corts durant les tres primeres legislatures del període franquista.

## Biografia
En acabar els seus estudis en Enginyeria de Mines va visitar diversos centres estrangers, va ingressar a l'Institut Geogràfic i Cadastral i va ser Director de l'Institut Geològic i Miner d'Espanya de 1947 a 1954. que va ser guardonada amb Premi Extraordinari i Medalla d'Or per la Reial Acadèmia de Ciències Exactes, Físiques i Naturals, en la qual va ser admès com a Membre de Nombre el 1935.
En el Consell Superior d'Investigacions Científiques va actuar com a Vicepresident Primer i dirigint l'Institut Nacional de Geofísica. Va ser president del Comitè Internacional de Geofísica, corresponent de la Reial Acadèmia de Ciències i Arts de Barcelona el 1942, i les de Còrdova, Coïmbra, Institut de Mineria i Mineralogia de Nova York, del Deutsche Geologische Gesselchaft de Berlín, així com membre de nombre de l'Acadèmia Pontifícia de les Ciències i President de la Reial Societat Espanyola de Física i Química (1942).
Procurador en Corts designat pel Cap de l'Estat durant la I Legislatura de les Corts Espanyoles (1943-1946).
J. García-Siñeriz va ser una de les màximes figures amb què ha explicat el Cos d'Enginyers de Mines, havent desenvolupat una intensa labor professional en el camp de la Geofísica, tant teòrica com aplicada.
El 15 de juliol de 1974 va ser constituïda a Madrid la fundació que porta el seu nom . A partir de l'últim trimestre de 1994, aquesta Fundació va tenir la possibilitat de fer complir el testament del seu fundador i proposar al col·lectiu d'Enginyers i Llicenciats l'oferta pública dels Premis de Geofísica García-Siñeriz, d'àmbit Iberoamericà.